# Eqalugaarsuit
Eqalugaarsuit (zastarale: Eqalugârssuit nebo Eqalugarssuit) je osada v kraji Kujalleq v Grónsku. Osada se nachází jihovýchodně od Qaqortoqu a severozápadně od Alluitsupu Paa. V roce 2017 žilo v Eqalugaarsuitu 63 obyvatel. Název osady znamená "mnoho nádherných pstruhů".
Až do ledna 2009, osada, spolu s Qassimiutem a Saarloqem, stejně jako 13 ovčích farem, patřila ke městu Qaqortoq. Dne 1. ledna 2009 se osada stala součástí kraje Kujalleq, když se obce Narsaq, Qaqortoq, a Nanortalik sjednotily do Kujallequ. Osady jsou v současné době řízeny vypořádáním společné rady.

## Ekonomika
Hlavními povoláními obyvatel Eqalugaarsuitu jsou lov a rybolov. V současné době existují plány na přivedení pižmoňů do okolí jako zdroj potravy a turistická atrakce.

## Veřejná zařízení
V Eqalugaarsuitu se nacházejí dva obchody, provozované společností KNI. Nachází se tu také kostel a domov pro seniory. Osada má svoji vlastní školu, Daanialiup atuarfia, v současné době se tu učí přibližně 30 žáků. Škola se skládá ze tří tříd, kuchyně a kanceláře. Osada má i vlastní fotbalové hřiště. Mimo osadu se nachází i stejnojmenná farma, ve které žije 33 farmářů.
V osadě nejsou žádná auta, jediná motorizovaná doprava jsou traktory nebo čtyřkolové kočáry. V osadě se nachází také heliport, přístaviště a rybářský dok.

## Počet obyvatel
Počet obyvatel většiny měst a osad v Kujallequ klesá v posledních dvou desetiletích, přičemž počet obyvatel mnoha osad klesá extrémně rychle. Počet obyvatel Eqalugaarsuitu se snížil téměř o 70% vzhledem k počtu obyvatel z roku 1991, ale o . V roce 2010 však prudce klesl ze 144 obyvatel na 81 obyvatel (což je o 63 obyvatel méně).